# 石田正子
石田 正子（いしだ まさこ、1980年11月5日 - ）は、日本のクロスカントリースキー選手。日本大学文理学部体育学科卒業。現所属はJR北海道。日本人選手で初めてワールドカップ長距離種目（30kmクラシカル）3位入賞をしている。美幌町「栄誉賞」受賞。

## 経歴
北海道網走郡美幌町出身、札幌市在住。旭川大学高校では高校総体、高校選抜、ジュニアオリンピック、国体で優勝している。日本大学進学後は2001年3月にクロスカントリースキー・ワールドカップに初出場。インカレでも3連覇を達成。大学卒業後はJR北海道（2011年3月まではJR北海道グループの札新開発に勤務し、JR北海道スキー部所属、2011年4月以降はJR北海道とのユニフォームスポンサー契約）。
2006年2月5日のW杯ダボス大会10kmクラシカルで自己最高の14位に入った。同月、トリノオリンピックに初出場。
2008-09シーズンの2月14日W杯ヴァルディデントロ大会10kmクラシカルで自己最高を更新する11位。同月にリベレツで行われた世界選手権では夏見円とともに出場した団体スプリントで4位入賞、10kmクラシカルでは日本人女子初の8位。3月14日のW杯トロンハイム大会30kmクラシカルで、自己最高順位を更新して3位に入り、長距離種目で日本人初のW杯表彰台を獲得した。
2010年2月のバンクーバーオリンピックでは女子30kmクラシカルでアジア選手歴代最高位となる5位入賞。
2011年の冬季アジア大会では2種目で金メダルを獲得。2014年2月のソチオリンピックにも出場した。
2011-12シーズンからの3シーズンはW杯でトップ10入りが増加し、シーズン個人総合でそれぞれ18位、17位（自己最高）、18位と安定した成績を残した。
2015年、ファルン世界選手権、10kmフリーで7位。
2017年2月4日、W杯平昌大会のスキーアスロンにおいて3位に入り、自身8シーズンぶり2度目の表彰台を獲得。スキーアスロンでの表彰台獲得は日本勢初である。
2024年1月23日、自身のSNSを通じ、スキー指導者と結婚したことを発表した。
- 身長：161cm、体重：56kg
- 趣味・特技：読書、料理
- 好きな歌・曲名：I Turn To You（Cristina Aguilera）
- 仲のよい選手：横山寿美子選手
- 使用用具：スキー：サロモン、ブーツ：サロモン、ビンディング：サロモン、ポール：KV+、グラス：スワンズ、グローブ：、スーツ：ミズノ

## 主な成績

### 冬季オリンピック
- 2006年トリノオリンピック( イタリア)
  - 女子パシュート：35位
  - 女子クラシカル10km：31位
  - 女子リレー(第2走者)：12位
- 2010年バンクーバーオリンピック( カナダ)
  - 女子パシュート：20位
  - 女子リレー(第2走者)：8位（冬季オリンピックでのリレー最高位）
  - 女子クラシカル30km：5位（女子クロスカントリースキー競技でアジア勢最高位[1])
- 2014年ソチオリンピック( ロシア)
  - 女子スキーアスロン：10位
  - 女子クラシカル10km：15位
  - 女子フリー30km：23位
- 2018年平昌オリンピック( 韓国)
  - 女子スキーアスロン：14位
  - 女子フリー10km：18位
  - 女子クラシカル30km：10位
- 2022年北京オリンピック( 中国)
  - 女子スキーアスロン：27位[5]
  - 女子クラシカル10km：27位
  - 女子リレー(第1走者)：11位
  - 女子フリー30km：26位

### ノルディックスキー世界選手権
- 2003年ヴァル・ディ・フィエンメ大会( イタリア)
  - 女子15kmクラシカル：36位
  - 女子10kmクラシカル：37位
  - 女子リレー(第1走者)：12位
- 2005年オーベルストドルフ大会( ドイツ)
  - 女子パシュート：43位
  - 女子リレー(第1走者)：12位
- 2007年札幌大会( 日本)
  - 女子パシュート：26位
  - 女子リレー(第2走者)：8位
  - 女子30kmクラシカル：13位
- 2009年リベレツ( チェコ)
  - 女子10kmクラシカル：8位[1]
  - 女子パシュート：14位
  - 女子チームスプリント（夏見円/石田正子）：4位（ノルディックスキー世界選手権でのチームスプリント最高位）
  - 女子リレー(第2走者)：7位（ノルディックスキー世界選手権でのリレー最高位）
- 2011年オスロ大会( ノルウェー)
  - 女子パシュート：11位
  - 女子10kmクラシカル：17位
  - 女子チームスプリント（石田正子/夏見円）：8位
  - 女子リレー(第2走者)：10位
- 2013年ヴァル・ディ・フィエンメ大会( イタリア)
  - 女子スキーアスロン：10位
  - 女子30kmクラシカル：10位
- 2015年ファールン大会( スウェーデン)
  - 女子スキーアスロン：17位
  - 女子10kmフリー：7位
  - 女子30kmクラシカル：19位
- 2017年ラハティ大会( フィンランド)
  - 女子スキーアスロン：10位
  - 女子30kmフリー：22位
- 2019年ゼーフェルド大会( オーストリア)
  - 女子10kmクラシカル：26位
  - 女子リレー(第1走者)：14位
  - 女子30kmフリー：24位
- 2021年オーベルストドルフ大会( ドイツ)
  - 女子スキーアスロン：26位
  - 女子10kmフリー：26位
  - 女子リレー(第2走者)：10位
  - 女子30kmクラシカル：11位
- 2023年プラニツァ大会( スロベニア)
  - 女子スキーアスロン：22位
  - 女子10kmフリー：37位
  - 女子30kmクラシカル：12位

### クロスカントリースキー・ワールドカップ
- 初出場 2001年3月7日  ノルウェー・オスロ 1kmスプリントクラシカル
- シーズン個人総合最高成績 2012-13シーズン 17位
- 最高成績　3位（下記参照）

| 表彰台   | 表彰台        | 表彰台       | 表彰台             | 表彰台 | 表彰台                           |
| シーズン | 開催日        | 開催地       | 種目               | 成績   | 備考                             |
| -------- | ------------- | ------------ | ------------------ | ------ | -------------------------------- |
| 2008/09  | 2009年3月14日 | トロンハイム | 30kmクラシカル     | 3位    | 長距離種目で日本人初の表彰台     |
| 2016/17  | 2017年2月4日  | 平昌郡       | 15kmスキーアスロン | 3位    | スキーアスロンで日本人初の表彰台 |

### 冬季アジア大会
- 2007年長春大会（ 中国）
  - 女子4×5kmリレー：3位
  - 女子5kmクラシカル：5位
- 2011年アスタナ・アルマトイ大会（ カザフスタン）
  - 女子5kmクラシカル：優勝
  - 女子15kmクラシカル：優勝
  - 女子10kmフリー：準優勝
  - 女子4×5kmリレー：準優勝

### 冬季ユニバーシアード
- 2001年 ポーランド - 5kmクラシカル：4位
- 2003年 イタリア - 5kmクラシカル：8位

### 国内大会
- 全日本スキー選手権大会 優勝
  - 1999/00 - クラシカル30km
  - 2000/01 - クラシカル5km
  - 2003/04 - クラシカル30km
  - 2004/05 - フリー10km
  - 2004/05 - チームスプリント（JR北海道チーム：夏見円/石田正子）
  - 2006/07 - チームスプリント（JR北海道チーム：石田正子/夏見円）
  - 2007/08 - スプリント
  - 2007/08 - パシュート
  - 2009/10 - クラシカル10km
  - 2009/10 - フリー30km
  - 2018/19 - スプリント
  - 2018/19 - クラシカル5km
  - 2018/19 - フリー10km
  - 2018/19 - クラシカル30km